# アフター5スター賞
アフター5スター賞（アフターファイブスターしょう）は特別区競馬組合が大井競馬場で施行する地方競馬の重賞競走である。正式名称は「スポニチ盃 アフター5スター賞」、スポーツニッポン新聞社が優勝杯を提供している。
副賞は、特別区競馬組合管理者賞（2024年）。

## 概要
1994年に創設。毎年8月のナイター競馬の時期に行われている。
2007年は9月5日に予定されていたが馬インフルエンザの影響により11月30日に延期されている。日中開催のため発走時刻も15時45分となった。
1995年の南関東グレード導入によりG3に格付け、2007年にはSIIIに変更されている。
距離は当初はダート1800mであったが、2002年は競馬場の改修によりダート1790mに変更、2003年にダート1190mに短縮され、改修が終了した2004年以降はダート1200mで施行されている。
近年では、優勝馬がJBCの出走馬を決める選定の対象馬としてノミネートされるJBC指定競走とされることが多い。2011年は上位3頭を中央競馬からの転入組が独占（かつ3頭とも転入初戦）する結果となっている。

### 条件・賞金等（2024年）
出走資格
サラブレッド系3歳以上、南関東所属。
なお、以下の馬に優先出走権がある。
- 優駿スプリントの2着以上の馬
- 習志野きらっとスプリントで優勝した南関東所属馬
- アフター5スター賞トライアルの優勝馬
- トワイライトカップの優勝馬

負担重量
別定。A1級格付馬56kg、A2級格付馬54kg、B1級以下格付馬52kg（3歳馬2kg減、牝馬2kg減、南半球産3歳4kg減）
令和4年9月5日から令和6年9月6日までのGI・JpnI競走の1着馬は3kg、GII・JpnII競走及び南関東SI競走の1着馬は2kg、GIII・JpnIII競走及び南関東SII競走の1着馬は1kg加増される（クラス分けに関しては日本の競馬の競走体系を参照）。（2歳・3歳限定競走の成績を除く）
賞金額
1着1,500万円、2着525万円、3着300万円、4着150万円、5着75万円、着外手当は15万円。
優先出走権付与
優勝馬には東京盃への優先出走権が付与される。

## 歴代優勝馬
| 回数   | 施行日         | 優勝馬             | 施行距離 | 性齢 | 所属 | タイム | 優勝騎手   | 管理調教師 | 馬主                         |
| ------ | -------------- | ------------------ | -------- | ---- | ---- | ------ | ---------- | ---------- | ---------------------------- |
| 第1回  | 1994年8月30日  | ツキノイチバン     | 1800m    | 牡6  | 大井 | 1:52.8 | 佐々木竹見 | 福永二三雄 | 月村泰男                     |
| 第2回  | 1995年8月30日  | ツキフクオー       | 1800m    | 牡4  | 大井 | 1:53.1 | 森下博     | 福永二三雄 | 月村泰男                     |
| 第3回  | 1996年8月26日  | スペクタクル       | 1800m    | 牡6  | 大井 | 1:53.6 | 内田博幸   | 赤間清松   | 佐橋五十雄                   |
| 第4回  | 1997年8月28日  | サプライズパワー   | 1800m    | 牡4  | 船橋 | 1:53.7 | 石崎隆之   | 川島正行   | 舛添要一                     |
| 第5回  | 1998年8月26日  | サントス           | 1800m    | 牡6  | 大井 | 1:51.3 | 鈴木啓之   | 須田明雄   | （有）隆駿                   |
| 第6回  | 1999年8月25日  | イナリコンコルド   | 1800m    | 牡5  | 大井 | 1:53.4 | 内田博幸   | 福永二三雄 | 保手濱忠弘                   |
| 第7回  | 2000年8月28日  | ゴールドヘッド     | 1800m    | 牡6  | 大井 | 1:52.5 | 的場文男   | 蛯名末五郎 | 中田和宏                     |
| 第8回  | 2001年8月28日  | スピーディドゥ     | 1800m    | 牡5  | 大井 | 1:54.5 | 内田博幸   | 高橋三郎   | 小林肇                       |
| 第9回  | 2002年8月21日  | キングリファール   | 1790m    | 牡5  | 船橋 | 1:52.1 | 佐藤隆     | 川島正行   | 滝澤久之進                   |
| 第10回 | 2003年8月27日  | ハタノアドニス     | 1190m    | 牡7  | 大井 | 1:10.8 | 内田博幸   | 高橋三郎   | 畑末廣郎                     |
| 第11回 | 2004年8月18日  | ハタノアドニス     | 1200m    | 牡8  | 大井 | 1:11.7 | 早田秀治   | 高橋三郎   | （有）グッドラック・ファーム |
| 第12回 | 2005年8月31日  | ロッキーアピール   | 1200m    | 牡7  | 川崎 | 1:11.6 | 今野忠成   | 山崎尋美   | 金子真人                     |
| 第13回 | 2006年8月30日  | コアレスタイム     | 1200m    | 牡8  | 船橋 | 1:10.7 | 内田博幸   | 川村昭男   | 小林昌志                     |
| 第14回 | 2007年11月30日 | ベルモントサンダー | 1200m    | 牡6  | 船橋 | 1:11.4 | 石崎駿     | 出川克己   | （有）ベルモントファーム     |
| 第15回 | 2008年9月3日   | ディープサマー     | 1200m    | 牡6  | 船橋 | 1:11.5 | 川島正太郎 | 川島正行   | 深見敏男                     |
| 第16回 | 2009年8月26日  | ケイアイジンジン   | 1200m    | 牡3  | 大井 | 1:12.3 | 的場文男   | 久保田信之 | 亀田和弘                     |
| 第17回 | 2010年9月1日   | ヤサカファイン     | 1200m    | 牡4  | 大井 | 1:11.5 | 石崎駿     | 鷹見浩     | 志邑宣彦                     |
| 第18回 | 2011年8月30日  | タカオセンチュリー | 1200m    | 牡8  | 大井 | 1:11.2 | 柏木健宏   | 松浦裕之   | 櫻井龍蔵                     |
| 第19回 | 2012年8月29日  | ジーエスライカー   | 1200m    | 牡5  | 大井 | 1:11.7 | 坂井英光   | 栗田裕光   | 原司郎                       |
| 第20回 | 2013年8月28日  | ハードデイズナイト | 1200m    | 牝3  | 川崎 | 1:11.5 | 山崎誠士   | 佐々木仁   | （有）グランド牧場           |
| 第21回 | 2014年8月27日  | サトノタイガー     | 1200m    | 牡6  | 浦和 | 1:10.8 | 吉原寛人   | 小久保智   | 松村真司                     |
| 第22回 | 2015年8月26日  | ジョーメテオ       | 1200m    | 牡9  | 浦和 | 1:12.1 | 坂井英光   | 小久保智   | 上田けい子                   |
| 第23回 | 2016年8月31日  | ルックスザットキル | 1200m    | 牡4  | 大井 | 1:12.2 | 早田巧駿   | 米田英世   | 田記正規                     |
| 第24回 | 2017年8月30日  | キタサンミカヅキ   | 1200m    | 牡7  | 船橋 | 1:11.6 | 繁田健一   | 佐藤賢二   | （有）大野商事               |
| 第25回 | 2018年8月29日  | キタサンミカヅキ   | 1200m    | 牡8  | 船橋 | 1:11.8 | 森泰斗     | 佐藤賢二   | （有）大野商事               |
| 第26回 | 2019年8月28日  | キタサンミカヅキ   | 1200m    | 牡9  | 船橋 | 1:11.9 | 森泰斗     | 佐藤賢二   | （有）大野商事               |
| 第27回 | 2020年9月8日   | サブノジュニア     | 1200m    | 牡6  | 大井 | 1:11.7 | 矢野貴之   | 堀千亜樹   | 中川三郎                     |
| 第28回 | 2021年9月7日   | ワールドリング     | 1200m    | 牡3  | 船橋 | 1:12.3 | 張田昂     | 張田京     | 国田正忠                     |
| 第29回 | 2022年9月8日   | プライルード       | 1200m    | 牡3  | 大井 | 1:11.4 | 本田正重   | 藤田輝信   | （有）キャロットファーム     |
| 第30回 | 2023年9月7日   | ギシギシ           | 1200m    | 牡5  | 大井 | 1:11.1 | 笹川翼     | 栗田裕光   | （有）フォレブルー           |
| 第31回 | 2024年9月11日  | エンテレケイア     | 1200m    | 牡6  | 浦和 | 1:12.2 | 吉原寛人   | 小久保智   | 小田吉男                     |

### 各回結果の出典
- 南関東4競馬場公式「アフター5スター賞競走優勝馬 」https://www.nankankeiba.com/win_uma/20.do